# Teodota
Teodota (grč. Θεοδότη) bila je sluškinja bizantske carice Irene Atenske, a i sama je bila carica kao druga supruga Ireninog sina, cara Konstantina VI., za kojeg se udala u rujnu 795. Bila je iz Konstantinopola; majka joj je bila Ana, a brat hýpatos Sergije.
Prva žena cara Konstantina je bila carica Marija od Amnije, koju je Konstantinu za ženu izabrala Irena. Čini se da je odnos Konstantina i Marije na početku bio dobar, ali s vremenom se pokvario te se Konstantin zaljubio u Teodotu, koja je postala njegova priležnica. U siječnju 795., Konstantin se rastao od Marije, koja je potom poslana na otok koji je danas znan kao Büyükada. U kolovozu iste godine, Teodota je službeno zaručena za Konstantina te je postala Augusta, a u rujnu se napokon udala za Konstantina i postala carica Bizantskog Carstva. Par je vjenčao svećenik Josip iz Aje Sofije jer je patrijarh carigradski, Tarasije, osobno bio protiv braka. Sin Teodote i Konstantina, Leon, rođen je 7. listopada 796.
Nakon što je car Konstantin svrgnut, Irena je de jure zavladala, a Teodota se s mužem povukla u jednu palaču, koja je pretvorena u manastir.